# Puerto de Manila
Puerto de Manila (en filipino Pantalan ng Maynila, en inglés Port of Manila) es uno de los dieciséis distritos de la ciudad de Manila en la República de Filipinas.

## Geografía
Ubicado en la margen izquierda del río Pasig, linda al norte con Tondo y San Nicolás;  al sur y al oeste con la Bahía de Manila; al este con Intramuros y al sur con Ermita.

### Barangayes
Puerto de Manila se divide administrativamente en 5 barangayes o barrios, todos de  carácter urbano.
| Barangay | Población (2007) |
| -------- | ---------------- |
| 649      | 42,249           |
| 650      | 3,555            |
| 651      | 2,533            |
| 652      | 174              |
| 653      | 173              |

## Historia
La zona portuaria  de Manila es anterior a la presencia hispana ya que tanto   Manila como el Archipiélago  tuvieron relaciones comerciales con la mayoría de los países vecinos. Los principales socios comerciales incluyen China y Japón, con vínculos con la India a través de las áreas que ahora son Malasia e Indonesia.

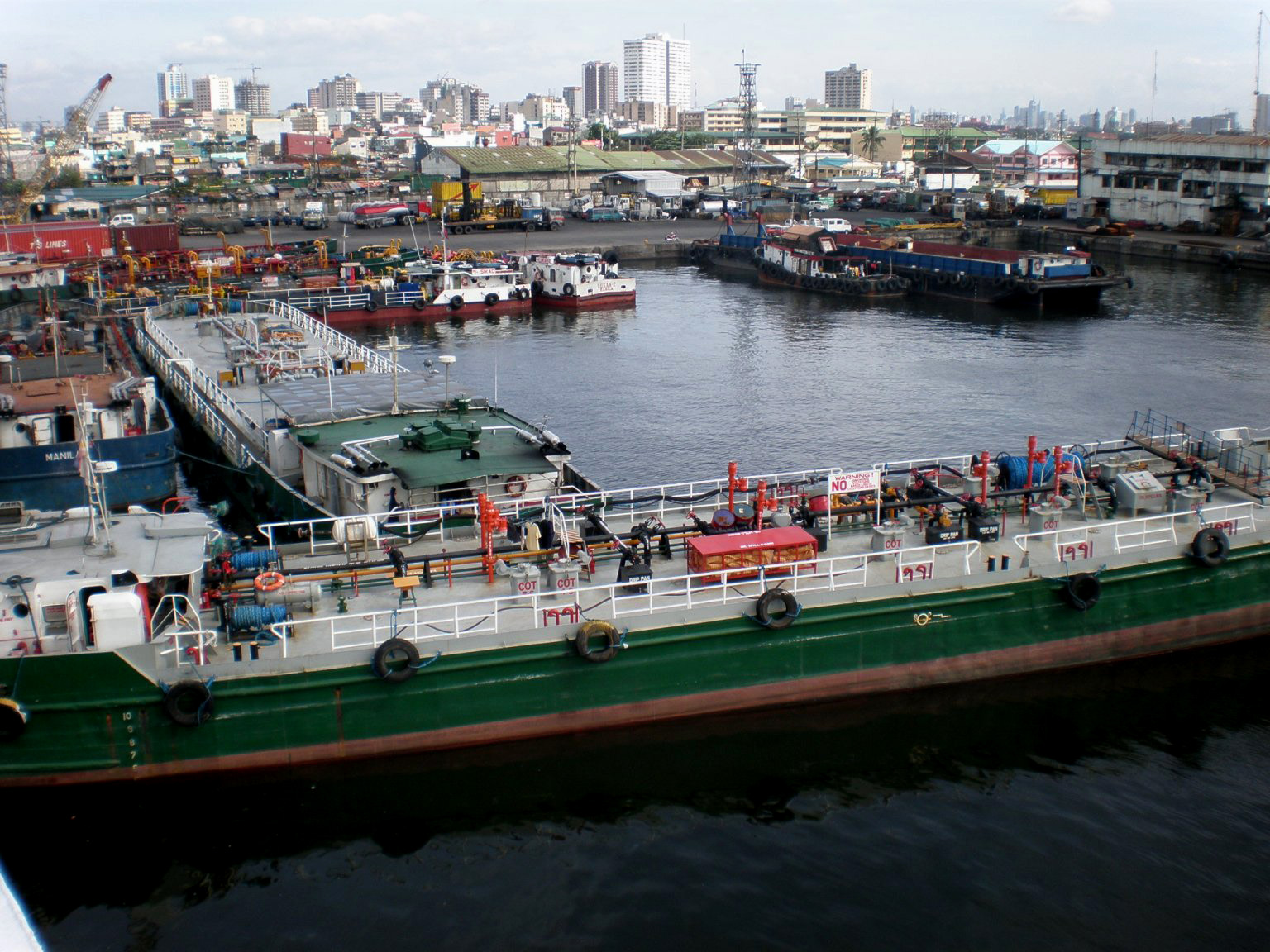
El horizonte de Manila, visto desde la parte superior de un barco atracado en el Manila North Harbor.